# María Teresa Díaz
María Teresa Díaz Escalona (Madrid, 12 de diciembre de 1997) es un deportista española que compite en esgrima, especialista en la modalidad de florete.

## Trayectoria
Se inició en la esgrima a la edad de cinco años. Entrena en el Club de Esgrima Cardenal Cisneros de Madrid. Empezó a disputar torneos internacionales de categoría absoluta en 2015.
Ganó una medalla de bronce en el Campeonato Europeo de Esgrima de 2025, en la prueba por equipos. Además, obtuvo una medalla de bronce en los Juegos Mediterráneos de 2022, en la prueba individual.
A nivel nacional, ganó en 2022 el Campeonato de España, lo que la llevó a ocupar la primera posición del ranking nacional de florete.
Estudió Magisterio de Educación Infantil en la Universidad Complutense de Madrid y un máster en Psicopedagogía en la Universidad Alfonso X el Sabio.

## Palmarés internacional
| Campeonato Europeo | Campeonato Europeo | Campeonato Europeo | Campeonato Europeo  |
| Año                | Lugar              | Medalla            | Prueba              |
| ------------------ | ------------------ | ------------------ | ------------------- |
| 2025               | Génova (Italia)    | Medalla de bronce  | Florete por equipos |